# Дар испанского народа

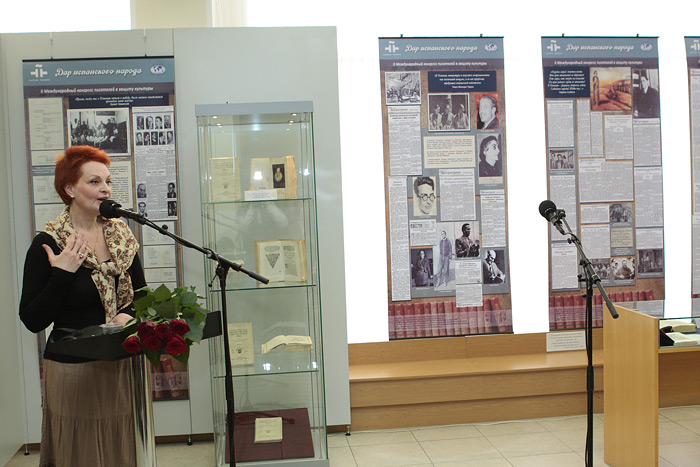
Директор выставочного Центра ВГБИЛ им. М. И. Рудомино Татьяна Феоктистова на открытии выставки «Дар испанского народа» 2011 г.

Дар испанского народа (исп. Donación del pueblo español) — наименование книжного собрания, которое было подарено Испанской республикой советскому народу в честь 20-й годовщины Октябрьской революции. Дар от имени республиканской Испании был актом политики правительства Народного фронта в области культуры и стал символом дружественных отношений Испанской Республики и Советского Союза. Этот дар повлиял на развитие испанистики в СССР. Книжная коллекция, подаренная Народным фронтом, имела культурное и историческое значение, особенно в атмосфере повышенного интереса к испанскому языку и культуре во второй половине 30-х годов XX столетия. В последующее время дважды в 1938 и 2011 годах в Государственной центральной библиотеке иностранной литературы организовывались выставки, посвящённые этому дару.

## История
В 1937 году Советский Союз получил в дар книжное собрание из 1500 томов классических и современных испанских авторов, собрание репродукций произведений современных испанских художников, рисунки 200 испанских детей и обширную коллекцию национального прикладного искусства Испании. Инициатива дара исходила от Ассоциации культурных связей с СССР и была поддержана Союзом антифашистской интеллигенции Испании и участниками II Международного конгресса писателей в защиту культуры.
В апреле 1938 года в Государственной центральной библиотеке иностранной литературы состоялась выставка. После окончания выставки книжная коллекция осталась в фондах библиотеки. Рисунки испанских детей являются частью собрания Музея детского рисунка Института художественного образования Российской академии образования.
Подбор наименований произведений литературы отличался высоким профессионализмом, что повлияло на развитие советской испанистики: подаренный книжный фонд стал главным источником научной информации для нескольких поколений ученых. Книжная коллекция имела огромное культурное и историческое значение, особенно в атмосфере повышенного интереса к испанскому языку и культуре. Вклад в отечественную испанистику заключается ещё и в популяризации испанской литературы и культуры. На основе коллекции по специальному распоряжению Наркомпроса при библиотеке был создан испанский отдел и открыты курсы испанского языка.

## Выставка
21 апреля 2011 года во Всесоюзной государственной библиотеке иностранной литературы открылась выставка «Дар испанского народа», которая продлилась до 30 мая. Выставка «Дар испанского народа» была создана при совместной работе Выставочного центра Библиотеки и Института Сервантеса в Москве. Выставка проходила в рамках Года Испании в России и открыла Неделю испанской культуры в Библиотеке иностранной литературы.